# ژابینگتس (شهرستان گاروولین)
ژابینگتس (به لهستانی:  Żabieniec) یک روستا در لهستان است که در گمینا پارسوو واقع شده‌است.